# Утяшки
 Утяшки  — село в Зеленодольском районе Татарстана. Административный центр Утяшкинского сельского поселения.

## География
Находится в западной части Татарстана на расстоянии приблизительно 30 км по прямой на юг по прямой от районного центра города Зеленодольск в правобережной части района вблизи железнодорожной линии Ульяновск-Свияжск.

## История
Известно с 1646 года.

## Население
Постоянных жителей было: в 1782 году — 124 души мужского пола, в 1859—423, в 1897—736, в 1908—919, в 1920—806, в 1926—772, в 1938—810, в 1949—448, в 1958—424, в 1970—368, в 1979—278, в 1989—206. Постоянное население составляло 275 человек (русские 65 %, татары 26 %) в 2002 году, 203 в 2010.